# Tiberiu Ceia
Tiberiu Ceia (n. 16 iulie 1940, Timișoara, România – d. 29 martie 2023, Timișoara, România) a fost un cântăreț român de muzică populară, reprezentant al Banatului.

## Discografie

### Albume
- Mă Dusei La Vărădie, Vinil, Electrecord, STM-EPE 01399 (1977)
- Tot Așa Mă Bate Gîndul, Vinil, Electrecord, ST-EPE 01739 (1980)
- Doi Voinici Din Lumea Mare (împreună cu Ion Dolănescu), Electrecord, ST-EPE 02016 (1982)
- Dragu Mi-i Să Cînt Prin Sat, Vinil, Electrecord, ST-EPE 02293 (1983)
- Tiberiu Ceia, Vinil, Electrecord, ST-EPE 02669 (1985)
- Glas De Clopot, Vinil, Electrecord, ST-EPE 03910 (1991)
- Tiberiu Ceia (1980), Casetă, Electrecord, STC 00109
- Glasul Meu Nu-i De Vânzare, Casetă, Electrecord, STC 001139 (1996)
- M-am Gîndit, Lume, Să-ți Cînt (1990), Vinil, Electrecord, ST-EPE 04141 (1992)
- Frumoasă Vecina Noastră (1998), CD, Electrecord, EDC 253
- Bănățeanu Cât Îi Viu (2003), CD, Electrecord, EDC 441
- Mi-o Fost Drag În Viața Mea (2006), CD

### Discuri 7 inch
- Tiberiu Ceia, Vinil, Electrecord, EPC 10.025 (1968)
- Tiberiu Ceia, Vinil, Electrecord, EPC 10.308 (1973)
- Tiberiu Ceia, Vinil, Electrecord, 45-STM-EPC 10.459 (1976)

### Compilații
- Fonoteca de Aur, Casetă, Studio Recording (1997)
- Tiberiu Ceia Și Invitații Săi (2008), CD, IJAC Music Production, IMP-004
- Frumoasă Vecina Noastră (19 aprilie 2012), CD, Taifasuri, 358